# 国際労働組合総連合
国際労働組合総連合（こくさいろうどうくみあいそうれんごう、英語：International Trade Union Confederation、略称：ITUC）は、労働組合の国際組織である。労働組合の国際組織としては最大である。本部は、ベルギーのブリュッセルに構える。現会長は郷野晶子。

## 設立の経緯
2006年11月1日に、オーストリア・ウィーンの設立総会にて、それまでの国際自由労働組合総連盟（国際自由労連・ICFTU、1949年結成）と国際労働組合連合（国際労連・WCL、1920年に国際キリスト教労連（IFCTU）として結成され1968年に国際労連へ改称）、そしてそれまでどちらにも加盟していなかった幾つかの国の労働組合中央組織（ナショナルセンター）によって設立された。

## 加盟する国と組織
世界156カ国、延べ1億7,428万人が加盟している。日本では、日本労働組合総連合会（連合）がICFTUに加盟していた経緯から加盟している。また、インドなどのように複数のナショナルセンターが加盟している場合もある。

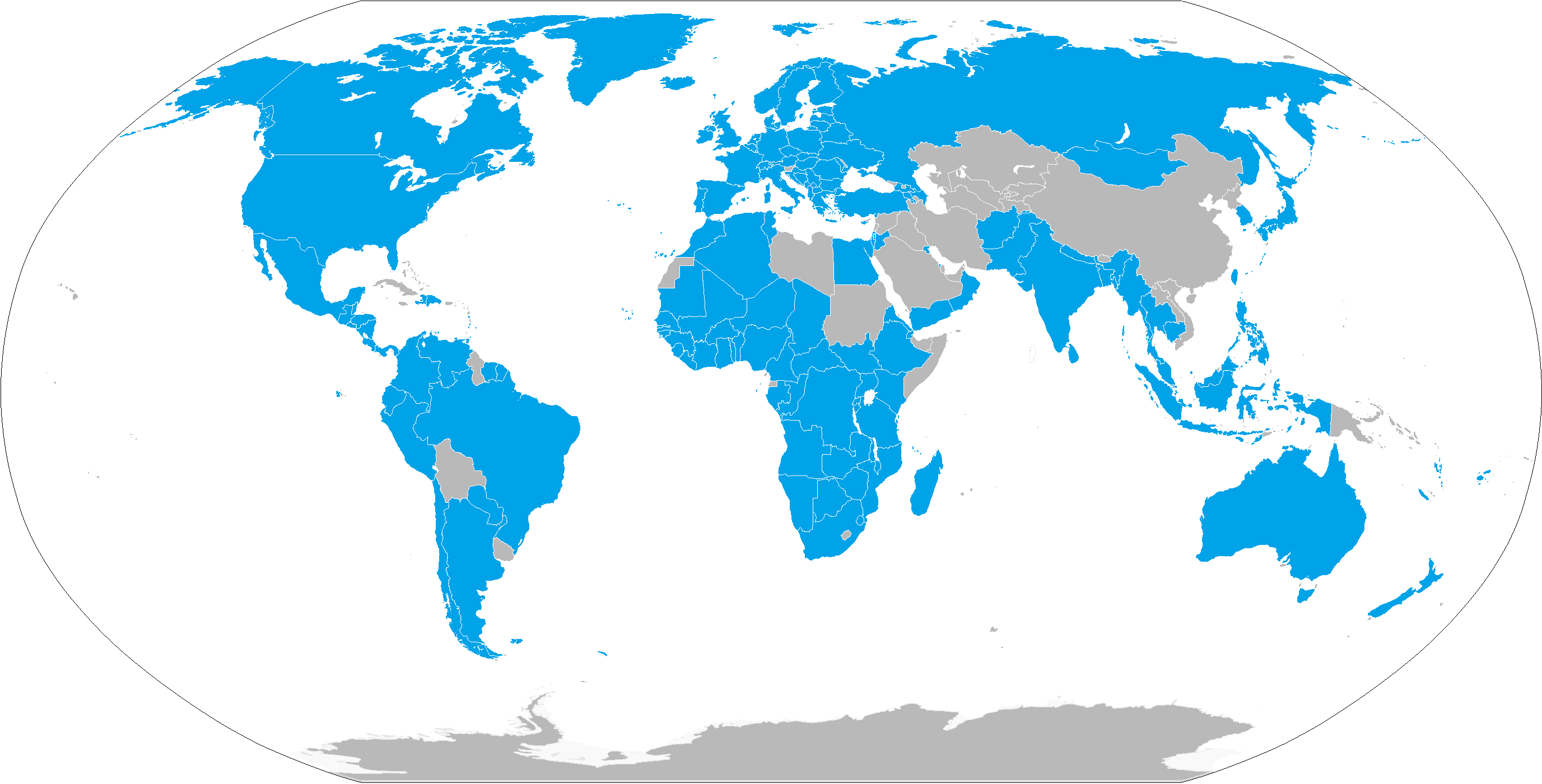
ITUC加盟国